# Ferrari F355 Challenge
Ferrari F355 Challenge es un juego de carreras basado en el automóvil de carreras y el evento reales de Ferrari. Fue desarrollado por la división AM2 de Sega para el sistema de arcade Sega Naomi Multiboard bajo la supervisión del productor Yu Suzuki, y posteriormente recibió conversiones Dreamcast y PlayStation 2. El único modelo de automóvil presente en el juego es el Ferrari F355 modelo Challenge.
Algunas versiones de la máquina arcade son notorias por poseer tres pantallas, simulando de esta manera las ventanas frontal y laterales de un F355, para esto se utilizan cuatro placas NAOMI, una por ventana y una última para sincronizar todo. El juego presenta también un modo de transmisión semiautomático, cambiando las marchas desde el volante (como en los modelos de la Fórmula 1). Además de un cambio de marchas en forma de H, tres pedales y presenta una dificultad desafiante para quien se atreva a jugarla. La versión Dreamcast tiene un cable enlace para competir de manera directa, sin embargo, en enero del 2006, los servidores para juego en línea para el F355 Challenge se apagaron, al igual que el sitio web.
La música del juego es hard rock/heavy metal y se emite desde una radio ficticia del Ferrari. El DJ de la radio y anunciador oficial del juego es (Alan John Peppler), an DJ americano que trabaja en la estación de radio japonesa Bay FM.
Yu Suzuki es un gran fanático de Ferrari, y se dice que utilizó datos de su propio Ferrari 355 en ciertas pistas para después implementarlos en el juego durante su desarrollo.

## Circuitos
La versión arcade del juego incluye seis circuitos:
- Motegi (Circuito Ovalado)
- Suzuka (Configuración Corta)
- Monza (configuración de 1998)
- Sugo
- Suzuka (Configuración Completa)
- Long Beach

Además, las versiones para consolas domésticas del juego incluyen cinco circuitos extra desbloqueables:
- Atlanta
- Nürburgring
- Laguna Seca
- Sepang
- Fiorano (circuito real usado por Ferrari para probar sus autos)

Todos estos circuitos se pueden desbloquear terminando en ciertas posiciones en cierta carrera o campeonato, manejando una cantidad de distancia acumulada en el juego, o ingresando una contraseña. Estas pistas también fueron incluidas en el juego F355 Challenge 2: International Course Edition, lanzado en 2001 para arcade.